# 2006 en sport
Cet article présente les faits marquants de l'année 2006 en sport.

## Principaux évènements sportifs de l'année 2006
- 26 janvier au 5 février, handball Championnat d'Europe masculin 2006
- 7 au 13 août : tennis, Masters du Canada.
- 7 au 13 août : athlétisme, Championnats d'Europe d'athlétisme 2006.
- 11 au 13 août : rallye, Rallye d'Allemagne.
- 12 août : cyclisme, Classique de Saint-Sébastien.
- 14 au 20 août : tennis, Masters de Cincinnati.
- 16 au 23 août : cyclisme, Eneco Tour.
- 17 au 20 août : golf, Tournoi USPGA.
- 17 au 20 août : golf, Open de France.
- 18 au 20 août : rallye, Rallye de Finlande.
- 19 août : football, reprise du championnat d'Angleterre du Premiership.
- 19 août au 3 septembre : basket-ball, Championnat du monde de basket masculin 2006 au Japon.
- 20 août : vitesse Moto, Grand Prix de République tchèque.
- 20 au 27 août : aviron (sport), Championnats du monde d'aviron.
- 20 août au 3 septembre : équitation, Jeux équestres mondiaux.
- 22 au 28 août : cyclisme, Championnats du monde de VTT.
- 26 août au 17 septembre : cyclisme, Tour d'Espagne.
- 27 août : formule 1, Grand Prix automobile de Turquie.
- 28 août au 10 septembre : tennis, US Open de tennis.
- 29 août au 18 septembre : rugby à XV, Coupe du monde de rugby féminin.
- 12 au 23 septembre : basket-ball, Championnat du monde de basket féminin 2006 au Brésil.
- 16 au 17 septembre : moto, Bol d'or au Mans.
- 16 au 17 septembre : tennis, finale de la Fed Cup.
- 17 septembre : formule 1, Grand Prix automobile de Belgique à Spa-Francorchamps.
- 19 au 24 septembre : cyclisme sur route, Championnats du monde de cyclisme sur route à Salzbourg.
- 22 septembre au 24 septembre : golf, Ryder Cup en Irlande.
- 26 septembre au 1er octobre : lutte, Championnats du monde de lutte à Guangzhou.
- 29 septembre au 7 octobre : escrime, Championnats du monde d'escrime à Turin.
- 14 au 22 octobre : gymnastique, Championnats du monde de gymnastique artistique à Aarhus.
- 23 octobre au 27 octobre : Le World Series de baseball d'Amérique du Nord.
- 29 octobre : voile, départ de la Route du rhum à Saint-Malo.
- 29 octobre : athlétisme (Semi-marathon), Semi-marathon de Marseille-Cassis.
- 30 octobre au 5 novembre : tennis, Masters de Paris-Bercy à Paris.
- 31 octobre au 16 novembre : volley-ball, Championnat du monde de volley-ball féminin au Japon.
- 1er au 9 novembre : haltérophilie, Championnats du monde d'haltérophilie à Saint-Domingue.
- 6 au 10 novembre : tennis, Masters de tennis féminin à Madrid.
- 12 au 19 novembre : tennis, Masters de tennis masculin à Shanghai.
- 17 novembre au 3 décembre : volley-ball, Championnat du monde de volley-ball masculin 2006 au Japon.
- 1er au 3 décembre : tennis, finale de la Coupe Davis 2006.
- 1er au 3 décembre : automobile, Rallye de Grande-Bretagne.
- 7 décembre au 10 décembre : natation, Championnats d'Europe de natation (petit bassin) à Helsinki.
- 7 décembre au 15 décembre : handball, Championnat d'Europe de handball féminin 2006 en Suède.

## Athlétisme
- 10 et 12 mars : Championnats du monde d'athlétisme en salle 2006 à Moscou.
- 9 avril, Marathon de Paris : victoire de l'éthiopien Gashaw Melese en 2 h 08 min 03 s. Chez les femmes, victoire de la russe Irina Timofeyeva
- 17 avril, Marathon de Boston : victoire du kényan Robert Kipkoech Cheruiyot en 2 h 08 min 03 s, ce qui constitue le nouveau record de la course. Chez les femmes, victoire de sa compatriote Rita Jeptoo en 2 h 23 min 38 s.
- 23 avril, Marathon de Londres : victoire du kényan Felix Limo en 2 h 6 min 39 s. Chez les femmes, victoire de l'américaine Deena Kastor en 2 h 19 min 36 s.
- 17 mai : le record du monde de Justin Gatlin est rectifié de 9 s 76 à 9 s 77. Le temps réel, 9 s 766 avait été arrondi à 9 s 76, alors que la règle de l'IAAF stipule que tout temps doit être arrondi au centième supérieur. Gatlin partage donc le record du monde avec Asafa Powell.
- 3 juin : la kényane Meseret Defar  bat le record du monde du 5 000 mètres en 14 min 24 s 53 lors du meeting de New York.
- 11 juin : lors du meeting de Gateshead, le co-recordman du monde du 100 mètres Asafa Powell a montré qu'il est bien le rival numéro un de Justin Gatlin  en égalant à nouveau le record du monde de 9 s 77.
- 12 juin : la russe Gulfiya Khanafeyeva établit un nouveau record du monde du marteau avec un jet de 77,26 m lors des championnats de Russie.
- 28 et 29 juin : Coupe d'Europe des nations d'athlétisme 2006, disputée à Malaga en Espagne : La France remporte la Coupe chez les hommes tandis que la Russie remporte le titre chez les femmes.
- 11 juillet, Athletissima à Lausanne : le Chinois Liu Xiang bat le record du monde du 110 m haies en 12 s 88.
- 29 juillet: Justin Gatlin annonce avoir été contrôlé positif à la testostérone pendant la réunion des Kansas Relays en avril.
- 7 au 13 août : 19e championnats d'Europe à Göteborg.
- 15 au 18 août: championnats du monde junior à Pékin.
- 18 août, Weltklasse Zürich : le Jamaïcain Asafa Powell égale à Zurich le record du monde du 100 mètres en 9 s 77 lors de cette étape de la Golden League 2006.
- 23 août:  Justin Gatlin est suspendu pour la durée de huit ans par L'USADA.
- 17 septembre : championnat de France de semi-marathon à Roanne : victoire en individuel de Galmin en 1 h 02 min 57 secondes et en équipe de l'Athleg
- 29 octobre, semi-marathon de Marseille-Cassis : victoire en individuel de John Kyui (Kényan) de l'équipe de cross de la Légion étrangère en 1 h 00 min 36 s chez les hommes et de Martha Komu (Kényane) en 1 h 12 min 34 s chez les femmes

## Automobile
- 22 janvier, Championnat du monde des rallyes 2006 : le Finlandais Marcus Grönholm enlève sur une Ford le Rallye automobile Monte-Carlo devant le Français Sébastien Loeb (Citroën) et le Finlandais Toni Gardemeister (Peugeot).
- 12 mars, Championnat du monde de Formule 1 2006 : ouverture de la saison 2006 de Formule 1 avec une victoire du champion du monde en titre Fernando Alonso, lors du Grand Prix de Bahreïn.
- 26 mars, IndyCar Series : lors du warm-up qui se déroulait sur l'ovale de Homestead-Miami, Ed Carpenter se crashe, mais est percuté de plein fouet par Paul Dana. Ce dernier, souffrant de multiples traumatismes, décédera 2 heures plus tard, à l'hôpital. Il avait 30 ans.
- 28 mai, Indianapolis 500 : Sam Hornish Jr. remporte l'épreuve sur une Dallara-Honda.
- 17 et 18 juin, 24 Heures du Mans : Audi rentre dans l'histoire en étant la première équipe à remporter les 24 Heures sur une voiture propulsée par un moteur diesel. La voiture de Frank Biela, Emanuele Pirro et Marco Werner devance la Pescarolo-Judd de  Éric Hélary, Franck Montagny et Sébastien Loeb.
- 10 septembre : à l'issue du Grand Prix d'Italie, au cours duquel il a remporté la 90e victoire de sa carrière, le septuple champion du monde allemand Michael Schumacher, annonce qu'il prendra sa retraite à l'issue de la saison 2006.
- 24 septembre : avec 28 succès, Sébastien Loeb devient le recordman de victoires en championnat du monde des rallye.
- 22 octobre : Fernando Alonso remporte pour la deuxième année consécutive le championnat du monde de Formule 1. Sa deuxième place du Grand Prix automobile du Brésil offre également le titre constructeur à Renault. Michael Schumacher réalise son dernier Grand prix, après être reparti de la 20e position à la suite d'une crevaison, il remonte en 4e position.
- 29 octobre : le français Sébastien Loeb devient champion du monde des rallyes pour la troisième fois consécutive. Il bénéficie de la sortie de route de son rival Marcus Grönholm lors de la première étape du Rallye d'Australie et qui ne peut finir mieux que 5e. C'est le coéquipier de celui-ci chez Ford, Mikko Hirvonen, qui remporte le rallye.

## Auto-Moto
- 31 décembre au 15 janvier, Rallye Paris-Dakar :
  - Le français Luc Alphand s'impose en Voiture sur une Mitsubishi.
  - L'espagnol Marc Coma gagne le classement moto sur une KTM.
  - Le binôme russe Yakubov et Savostin s'imposent chez les Camions sur un KAMAZ.
  - La 28e édition du Dakar est marquée par trois décès : un motard concurrent (l'australien Andy Caldecott) et deux jeunes spectateurs.

## Aviron
- 20 au 27 août : championnats du monde d'aviron 2006 à Eton en Angleterre.

## Bandy
- 5 février, Championnat du monde de bandy 2006, finale : Suède 2-3 Russie. La Finlande complète le podium.
- 18 février, Championnat du monde de bandy féminin 2006 : la Suède remporte le titre en restant invaincu en cinq matches.

## Baseball
- 27 février : élection de 17 nouveaux membres au Temple de la renommée du baseball. Parmi ceux-ci, il convient de signaler Effa Manley, première femme élue.
- 20 mars : le Japon bat Cuba 10-6 en finale de la Classique mondiale de baseball.
- 28 mai : Barry Bonds frappe son 715e coup de circuit, dépassant Babe Ruth pour le meilleur total de coups de circuit par un gaucher en carrière.
- 27 octobre : World Series 2006. Les champions de la ligue nationale, les Cardinals de Saint-Louis battent les champions de la ligue américaine, les Tigers de Détroit 4 matchs à 1 et deviennent les champions du monde de baseball. David Eckstein est élu le meilleur joueur de la série.
- 21 novembre: Ryan Howard des Phillies est élu le meilleur joueur de la ligue nationale, devant Albert Pujols des Cardinals. Justin Morneau des Twins est élu meilleur joueur de la ligue américaine, devant Derek Jeter des Yankees.

## Basket-ball
- 19 février : Le Mans SB remporte la Semaine des As 2006 aux dépens de la JL Bourg.
- 2 avril, Euroligue de basket-ball féminin 2005-2006 : victoire des tchèques de Brno devant les tenantes du titre russes de Samara par 58 à 54. Pour la 3e place, victoire de Valenciennes devant Vilnius par 77 à 62.
- 11 avril, Coupe ULEB  : le Dynamo Moscou remporte la coupe ULEB devant l'Aris Salonique par 73-60 et se qualifie ainsi pour l'édition 2006-2007 de l'Euroligue.
- 30 avril, Euroligue : victoire finale du CSKA Moscou en battant le double tenant du titre, le Maccabi Tel-Aviv par 73e 69. Dans le match pour la 3e place, victoire du Tau Vitoria sur le FC Barcelone par 87 à 82.
- 21 mai : CJM Bourges remporte le championnat de France féminin (ainsi que le Tournoi de la Fédération et Coupe de France) aux dépens de Valenciennes.
- Championnat de France masculin : Le Mans Sarthe Basket remporte le titre de champion de France masculin.
- 20 juin, Saison NBA 2005-2006 : le Heat de Miami remporte le championnat NBA en écartant en finale les Mavericks de Dallas (4 victoires à 2).
- 3 septembre: l'Espagne remporte le Championnat du Monde au Japon, en battant la Grèce 70-47. Les États-Unis sont 3èmes devant l'Argentine. La France est 5e.

## Boxe
- 10 décembre : le boxeur russe Oleg Maskaev défend avec succès son titre WBC des lourds en battant aux points l'Ougandais Peter Okhello au stade Olimpiïski de Moscou, portant son bilan en carrière à 34 victoires pour 5 défaites.

## Canoë-kayak
- 2 au 6 août : championnats du monde de slalom à Prague. Trois titres mondiaux pour les Français qui terminent en tête du tableau des médailles.

## Cricket
- 18 décembre : l'équipe d'Australie de cricket remporte le trophée des Ashes après avoir vaincu l'Angleterre lors des trois premiers des cinq tests que compte la série.

## Cyclisme

### Cyclo-cross
- 29 janvier, championnat du monde de cyclo-cross : à Zeddam (Pays-Bas), le Belge Erwin Vervecken est champion du monde de cyclo-cross devant son compatriote Bart Wellens et le Français Francis Mourey.

### Cyclisme sur piste
- 13 au 16 avril : championnats du monde à Bordeaux.

### Cyclisme sur route
- 18 mars, Milan-San Remo : Filippo Pozzato remporte la Primavera.
- 2 avril, Tour des Flandres  : victoire du Belge Tom Boonen
- 9 avril, Paris-Roubaix : Fabian Cancellara remporte la Reine des classiques.
- 23 avril, Liège-Bastogne-Liège : Alejandro Valverde remporte la Doyenne des classiques.
- 29 mai, Tour d'Italie : Ivan Basso remporte le Giro.
- 11 juin, Critérium du Dauphiné libéré 2006 : victoire finale de l'Américain Levi Leipheimer devant le français Christophe Moreau. Leipheimer sera par la suite déclassé.
- 23 juillet, Tour de France : Floyd Landis remporte le Tour.
- 27 juillet : l'Américain Floyd Landis a été contrôlé positif à la testostérone lors du contrôle effectué à l'issue de l'étape de Morzine. Si ce résultat est confirmé lors de la contre-expertise, il risque de se voir déchu de sa victoire dans le tour.

## Football
- 20 janvier au 10 février : Coupe d'Afrique des nations de football 2006. L'Égypte remporte la compétition à domicile en écartant la Côte d'Ivoire en finale aux tirs au but : 0-0, 4 t.a.b. à 2.
- 15 avril : l'Olympique lyonnais est sacré champion de France pour la cinquième fois consécutive.
- 29 avril : Chelsea est sacré champion d'Angleterre à la suite de sa large victoire sur Manchester United, 3-0.
- 6 mai : le Bayern de Munich est sacré champion d'Allemagne.
- 15 mai : le FC Barcelone est sacré champion d'Espagne.
- 17 mai, Stade de France, Saint-Denis : le FC Barcelone remporte la Ligue des Champions européenne de football 2-1 contre le club londonien d'Arsenal.
- 9 juin au 9 juillet : Coupe du monde de football remportée par l'Italie face à la France aux tirs au but (1-1, 5 t.a.b. à 3)
- 14 juillet : coup de tonnerre sur le football italien : dans le scandale des matches truqués du Calcio, la Juventus FC, la Fiorentina et la SS Lazio sont reléguées en série B (2e division), avec respectivement 30, 12, et 7 points de pénalité. La Juventus se voit également retirer ses deux derniers titres de championne d'Italie. La quatrième équipe concernée, le Milan AC, reste en Série A, mais écope de 15 points de pénalité et sera privé de Ligue des champions la saison suivante. Les Milanais participeront finalement à cette compétition à la suite d'une réduction des sanctions, et iront même jusqu'en finale à Athènes pour la remporter face à Liverpool (2-1).
- 25 juillet : verdict de l'appel du procès des matchs truqués du Calcio : les condamnations sont revues à la baisse et finalement seule la Juventus jouera la saison 2006-2007 en Serie B (équivalent de la deuxième division).
- 27 novembre : le défenseur italien de la Juventus Fabio Cannavaro, champion du monde en juillet avec l'équipe d'Italie est sacré Ballon d'or pour l'année 2006. Il devance pour l'obtention de ce trophée convoité son compatriote et coéquipier de la Juventus et de la Squadra Azzurra Gianluigi Buffon (2e) et le gunner français d'Arsenal FC Thierry Henry (3e).

## Football américain
- 4 janvier : les universitaires de Texas Longhorn remportent le Rose Bowl Game par 41 à 38 face aux Californiens des USC Trojans.
- 5 février, NFL 2005-2006, Super Bowl XL : les Steelers de Pittsburgh s'imposent dans le Super Bowl 21-10 face aux Seahawks de Seattle.
- 17 juin, Casque de diamant 2006 : les Flash de La Courneuve s'imposent 48-17 en finale contre les Argonautes d'Aix-en-Provence.
- 22 juillet, Eurobowl 2006 : les Autrichiens des Vikings de Vienne conservent leur couronne européenne en remportant la finale 41-9 face aux Français des Flash de La Courneuve.
- 30 juillet, championnat d'Europe Juniors : l'équipe de France Juniors est sacrée championne d'Europe à Stockholm après sa victoire en finale face aux Juniors allemands (28-21).

## Football Gaélique
- Octobre : création du Nantes Football Gaélique.

## Futsal
- 13 octobre : Plus large victoire dans un match de futsal : Brésil 76-0 Timor oriental.

## Golf
- 9 avril, Masters : l'américain Phil Mickelson remporte son deuxième Masters.
- 11 juin, LPGA Championship : la coréenne Se Ri Pak remporte son second Grand Chelem de l'année et son cinquième titre majeur. Elle devance en play-off l'australienne Karrie Webb.
- 18 juin, US Open de golf : l'australien Geoff Ogilvy remporte son premier titre majeur avec un total général de 5 au-dessus du par. Phil Mickelson, qui menait de un point avant le départ du 17 tour, était condamné à un double bogey, qui le laissait à un coup du leader, double bogey sur le 18e trou également concédé par Colin Montgomerie, finissant lui aussi à un point.
- 2 juillet, Open de France : l'anglais John Bickerton remporte le tournoi du centenaire de l'Open de France devançant l'irlandais Padraig Harrington.
- 3 juillet, US Open féminin de golf : la suédoise Annika Sörenstam remporte son 3e US Open en disposant de Pat Hurst en play-off.
- 23 juillet, British Open de golf : Tiger Woods remporte son 11e, le troisième British Open, devançant son compatriote Chris DiMarco. Il rejoint Walter Hagan au nombre de victoires en Grand Chelem désormais uniquement devancé par Jack Nicklaus.
- 29 juillet, Evian Masters : l'australienne Karrie Webb remporte le deuxième tournoi féminin mondial en termes de dotations avec 16 coups sous le par. Elle devance de un coup Laura Davies et Michelle Wie.
- 6 août, British Open féminin de golf : l'Américaine Sherri Steinhauer  remporte ce tournoi de grand-chelem féminin.
- 24 septembre, Ryder Cup : la sélection européenne dirigée par le capitaine gallois Ian Woosnam conserve son trophée en battant par 18 et ½ à 9 et ½ la sélection américaine de Tom Lehman.

## Handball
- 26 janvier au 5 février, Championnat d'Europe masculin 2006. En finale, la France écarte en finale les champions du monde en titre, l'Espagne, 31 à 23 et remporte son premier titre de champion d'Europe de handball.
- Ligue des champions féminine 2005-2006 : les Danoises de Viborg remporte la Ligue des Champions face aux Slovènes de Ljubljana.
- 30 avril, Ligue des champions masculine 2005-2006 : les Espagnols de Ciudad Real remporte la Ligue des Champions face à leurs compatriotes de Portland San Antonio.
- 5 mai : championnat de France féminin. Metz devient championne de France pour la 13e fois de son histoire.
- Championnat de France masculin : Montpellier Handball enlève son neuvième titre de champion de France en onze ans.
- 29 octobre : Viborg HK remporte le championnat d'Europe des clubs, compétition opposant les deux finalistes de la dernière Ligue des champions, le vainqueur de la Coupe des Coupes et de la coupe de l'EHF. En finale les danoises battent, comme lors de la finale de la ligue des champions, les slovènes de Ljubljana.
- 7 au 17 décembre, Championnat d'Europe de handball féminin : la Norvège conserve son titre européen en battant les championnes du mondes, la Russie par 27 à 24. La France remporte la médaille de bronze face à l'Allemagne par 29 à 25.

## Hockey sur gazon
- 23 avril, Changzhou (Chine) : l'équipe de France Hockey Hommes ne s'est pas qualifiée pour la coupe du monde qui aura lieu à Mönchengladbach (Allemagne) (6-17 septembre 2006)
- 6 mai, Rome (Italie) : l'équipe de France Hockey Dames reste aux portes de la qualification pour la coupe du monde à Terrassa (Espagne) (22 - 30 juillet 2006).

## Hockey sur glace
- 8 janvier, Coupe d'Europe des clubs 2006 : les Russes du Dynamo Moscou s'imposent en finale face aux Finlandais du Kärpät Oulu aux tirs au but après un score de 4 - 4 à la fin du temps règlementaire.
- 7 avril, Ligue Magnus 2005-2006 : les Dragons de Rouen deviennent champions de France et gagnent la 8e Coupe Magnus de leur histoire.
- 21 mai : championnat du monde à Rīga. La Suède s'impose 4-0 en finale face à la Finlande;
- 19 juin, Saison 2005-2006 de la LNH : les Hurricanes de la Caroline remporte la Coupe Stanley en écartant en finale les Oilers d'Edmonton (4 victoires à 3).

## Roller in line hockey
- 3, 4 et 5 novembre : le championnat d'Europe voient cinq équipes jouer pour le titre de meilleure équipe. La France est sacrée championne d'Europe.

.

## Jeux olympiques
- 10 au 26 février : Jeux olympiques d'hiver de 2006 à Turin (Italie).

## Moto

### Vitesse moto
- 26 mars : ouverture du Championnat du monde de vitesse moto 2006 à Jerez de la Frontera.
- 29 octobre, Championnat du monde de vitesse : Nicky Hayden, grâce à sa 3e place lors du grand prix de Valence et à la chute de son rival pour le titre Valentino Rossi, remporte le titre mondial de la catégorie MotoGP. Le grand prix est remporté par l'australien Troy Bayliss sur Ducati. En 250 cm3, le titre revient à l'espagnol Jorge Lorenzo, la victoire revenant à Alex De Angelis. En 125 cm3, victoire de l'espagnol Faubel, le titre revenant à Alvaro Bautista.

### Moto-cross
- 3 avril : ouverture du Championnat du monde de motocross 2006 à Zolder.
- 17 septembre, Championnat du monde de motocross 2006 : le Belge Stefan Everts termine sa carrière par un dixième titre mondial. En MX2, victoire finale du français Christophe Pourcel.
- 24 septembre, Motocross des nations : les États-Unis remportent pour la deuxième année consécutive le motocross des nations.

## Natation
- 24 juin : le nageur allemand Helge Meeuw bat le record d'Europe du 200 m dos à Berlin, en 1 min 53 s 45.
- 25 juin : le nageur allemand Helge Meeuw bat le record d'Europe du 100 m dos à Berlin, en 53 s 46.
- 26 juillet au 6 août : Championnats d'Europe à Budapest. Les deux reines de ces championnats sont l'Allemande Britta Steffen (5 médailles dont 4 en or et 3 records du monde) et la Française Laure Manaudou (7 médailles dont 4 en or, 1 record du monde et 1 record d'Europe).
- 6 août : Laure Manaudou porte le record du monde du 400 mètres nage libre féminin à 04:02.13 lors des championnats d'Europe à Budapest, (Hongrie).
- 7 décembre :  à Helsinki, lors de la finale des Championnats d'Europe, le relais allemand composé de Helge Meeuw, Johannes Neumann, Thomas Rupprath et Jens Schreiber bat le record du monde du relais 4×50 m 4 nages en petit bassin, le portant à 1 min 34 s 06.

## Patinage artistique
- 11 au 22 janvier : championnats d'Europe à Lyon
- 20 au 26 mars : championnats du monde à Calgary

## Rugby à XIII
- 7 mai : à Carcassonne, Pia remporte la Coupe de France face à Lézignan 36-20.
- 2 juillet : à Toulouse, Pia remporte le Championnat de France face au Toulouse olympique XIII 21-18.
- 5 juillet, State of Origin : les Queensland Maroons remportent le State of Origin en s'imposant 16-14 dans le troisième match face aux New South Wales Blues.

## Rugby à XV
- 18 mars, Tournoi des six nations : France remporte le Tournoi sans réaliser le Grand Chelem.
- Mai : Mourad Boudjellal devient président du Rugby club toulonnais.
- 20 mai, Coupe d'Europe : victoire en finale des Irlandais du Munster 23 à 19 contre le Biarritz olympique.
- 27 mai, Super 14 : victoire en finale des Crusaders 19 à 12 contre les Hurricanes.
- 27 mai, Championnat d'Angleterre : victoire en finale des Sale Sharks 45 à 20 contre les Leicester Tigers.
- 10 juin : Championnat de France Top 14 : victoire en finale du Biarritz olympique 40 à 12 contre le Stade toulousain.
- 25 juin : Championnat du monde des moins de 21 ans : l'équipe de France remporte le titre mondial en s'imposant en finale 24-13 face à l'Afrique du Sud.

## Ski nordique
Saut à ski
- 7 janvier, Tournée des quatre tremplins : le Finlandais Janne Ahonen et le Tchèque Jakub Janda remportent ex aequo la tournée.

## Sports équestres
- 20 août au 3 septembre, Jeux équestres mondiaux à Aix-la-Chapelle (Aachen) en Allemagne :
  - Saut d'obstacles individuel : Jos Lansink (BEL) et Cumano*Cavalor.
  - Saut d'obstacles équipe : Pays-Bas.
  - dressage individuel : Anky van Grunsven (NED) et Salinero.
  - Dressage équipe : Allemagne.
  - Complet individuel : Zara Phillips (GBR) et Toy Town.
  - Complet équipe : Allemagne.

## Sport hippique
- 29 janvier, Prix d'Amérique : Jag de Bellouet drivé par Christophe Gallier remporte le Prix d'Amérique à l'Hippodrome de Vincennes (Paris).
- 9 mars : vainqueur du Prix d'Amérique, Jag de Bellouet est déclassé en raison d'un contrôle antidopage positif.
- 4 juin, Prix du Jockey Club : Darsi monté par Christophe Soumillon remporte le Prix du Jockey Club à l'hippodrome de Chantilly.

## Squash
- 8 au 12 mai, Super Series Finals hommes : Anthony Ricketts bat Lee Beachill 11-7, 6-11, 11-4, 11-10.
- 30 août au 6 septembre, Championnats du monde de squash hommes : David Palmer bat Grégory Gaultier 9-11, 9-11, 11-9, 16-14, 11-2.

## Tennis
- 9 janvier : le Finlandais Jarkko Nieminen remporte la première victoire de sa carrière en battant en finale du tournoi d'Auckland (Nouvelle-Zélande) le Croate Mario Ančić 6-2 6-2.
- 16 au 29 janvier, Open d'Australie :
  - Simple hommes : Roger Federer bat Márcos Baghdatís 5-7, 7-5, 6-0, 6-2.
  - Simple dames : Amélie Mauresmo bat Justine Henin-Hardenne 6-1, 2-0 abandon.
- 29 mai au 12 juin, Roland-Garros :
  - Simple hommes : Rafael Nadal bat Roger Federer 1-6, 6-1, 6-4, 7-6.
  - Simple dames : Justine Henin-Hardenne bat Svetlana Kuznetsova 6-4, 6-4.
- 26 juin au 9 juillet, Wimbledon :
  - Simple hommes : Roger Federer bat Rafael Nadal 6-0, 7-6 (7-5), 6-7 (2-7), 6-3.
  - Simple dames : Amélie Mauresmo bat Justine Henin-Hardenne 2-6, 6-3, 6-4.
- 28 août au 10 septembre, US Open 2006 :
  - Simples hommes : Roger Federer bat Andy Roddick 6-2, 4-6, 7-5, 6-1.
  - Simples dames : Maria Sharapova bat Justine Henin-Hardenne 6-4, 6-4.
- 3 septembre: Andre Agassi prend sa retraite après son élimination de l'US Open.
- 17 septembre: l'Italie remporte la première Fed Cup de son histoire en battant l'équipe de Belgique 3-2.Voir Fed Cup 2006 pour plus de détails.
- 12 novembre : Justine Henin-Hardenne remporte le Masters en battant Amélie Mauresmo 6-4, 6-3.
- 19 novembre : Roger Federer remporte le troisième Masters de sa carrière en battant James Blake 6-0, 6-3, 6-4.
- Roger Federer remporte 4 Masters Series dans la saison (Indian Wells, Miami, Canada, Madrid), et Rafael Nadal 2 (Monte-Carlo, Rome), en battant d'ailleurs à chaque fois en finale Roger Federer. Tommy Robredo s'empare du 5e Masters de l'année (Hambourg), les deux favoris ayant déclaré forfait. Andy Roddick remporte le 6e (Cincinnati). Le dernier (Paris) a été remporté par Nikolay Davydenko.
- 3 décembre : la Russie remporte sa deuxième Coupe Davis en battant l'Argentine 3-2. 
Voir Coupe Davis 2006 pour plus de détails.
- Article détaillé : Saison 2006 de l'ATP
- Article détaillé : Saison 2006 de la WTA

## Voile
- 19 avril : Transat AG2R « Groupe Bel » skippé par Kito de Pavant et Pietro d'Ali s'impose dans cette course transatlantique en double.
- 11 juin : Olivier de Kersauson, skipper de Geronimo, établit avec 13 jours 22 h 38 min 28 s le nouveau record de la traversée du Pacifique Nord entre Yokohama et San Francisco détenu auparavant par son compatriote Bruno Peyron.
- 17 juin, Volvo Ocean Race : « ABN AMRO One » skippé par Mike Sanderson remporte cette course à étapes autour du globe.
- 6 juillet : Bruno Peyron sur Orange II améliore le record de la traversée de l'Atlantique nord en équipage dans le sens ouest-est : 4 jours, 8 heures, 23 minutes et 54 secondes, soit 9 heures 4 minutes et 12 secondes de moins que le record établi en 2001 par l'Américain Steve Fossett.
- 29 juillet, Tour de France à la voile : le bateau Île-de-France coiffe sur le fil Défi Partagé Marseille pour la victoire finale de l'édition 2006 du Tour de France à la voile.

## Volley-ball
- 19 mars, Ligue des Champions de volley-ball féminin 2005-2006 : les italiennes de Pérouse s'imposent en finale 3 sets à 1 face aux françaises du RC Cannes.
- 26 mars, Ligue des Champions de volley-ball masculin 2005-2006 : les italiens du Sisley Trévise s'imposent en finale 3 sets à 1 face aux grecs de l'Iraklis Salonique.
- 16 novembre, Championnat du monde féminin : la Russie remporte le titre mondial en disposant du Brésil par 3 sets à 2 (15-25, 25-23, 25-18, 20-25, 15-13) à Osaka au Japon. La Serbie remporte la médaille de bronze après sa victoire sur l'Italie sur le score de 3 à 0 (25-22, 25-22, 25-21).
- 22 novembre : pour son dernier match de poule, en Championnat du monde de volley-ball masculin, l'équipe de France domine Cuba 3 sets à 1 (25-21, 25-19, 21-25, 25-17), terminant son premier tour avec une quatrième victoire en cinq matches.

## Water-Polo
France
- Le C. N. M. est Champion de France Pro A Masculin pour la 29e fois.
- L'ASPTT Nancy est Champion de France Pro A Féminin pour la 12e fois.
- Coupes de France masculine et féminine non disputées en 2006.

Europe
- VK Jug Dubrovnik est Champion d'Europe pour la 3e fois.
- AN Brescia remporte la LEN Euro Cup pour la 3e fois.
- Les Serbes sont Champions d'Europe pour la 1re fois.
- Les Hongroises sont Championnes d'Europe pour la 2e fois.

Monde
- Les Serbo-Monténégrins remportent la Coupe du Monde masculine pour la 1re fois.
- Les Australiennes remportent la Coupe du monde féminine pour la 3e fois.
- Les Serbo-Monténégrins remportent la Ligue Mondiale masculine pour la 2e fois.
- Les Américaines remportent la Ligue Mondiale féminine pour la 2e fois.

## Principaux décès

### Décès enJanvier 2006
- 1er janvier : Paul Lindblad, 64 ans, joueur de baseball américain. (° 9 août 1941).
- 2 janvier : Severino Bottero, 48 ans, entraîneur de ski alpin italien. (° 29 août 1957).
- 3 janvier : Steve Rogers, 51 ans, joueur de rugby à XIII australien. (° 29 novembre 1954).
- 5 janvier : Ken Mosdell, 83 ans, joueur de hockey sur glace américain. (° 13 juillet 1922).
- 7 janvier : Gábor Zavadszky, 31 ans, footballeur hongrois. (° 10 septembre 1974).
- 8 janvier : Elson Becerra, 27 ans, footballeur colombien. (° 26 avril 1978).
- 9 janvier : Andy Caldecott, 41 ans, pilote moto australien. (° 10 août 1964).
- 13 janvier : Peter Rösch, 75 ans, footballeur suisse.
- 14 janvier : Mark Philo, 21 ans, footballeur anglais.
- 17 janvier : Nel van Vliet, 79 ans, nageuse néerlandaise.
- 19 janvier : Geoff Rabone, 84 ans, joueur de cricket néo-zélandais. (° 6 novembre 1921).
- 27 janvier : Maurice Colclough, 52 ans, joueur de rugby à XV anglais.

### Décès enFévrier 2006
- 1er février : Guy Basquet, 84 ans, joueur de rugby à XV français.
- 2 février : Pat Rupp, 63 ans, joueur de hockey sur glace américain.
- 3 février : Louis Jones, 74 ans, athlète américain.
- 4 février : Jenő Dalnoki, 73 ans, footballeur hongrois. (° 12 décembre 1932).
- 8 février :
  - Larry Black, 54 ans, athlète américain. (° 20 juillet 1951).
  - Ron Greenwood, 84 ans, footballeur puis entraîneur anglais, sélectionneur de l'équipe d'Angleterre de football de 1977 à 1982. (° 11 novembre 1921).
- 9 février :
  - Ibolya Csák, 91 ans, athlète hongroise, championne olympique du saut en hauteur aux Jeux de Berlin en 1936. (° 20 juillet 1915).
  - André Strappe, 77 ans, footballeur français. (° 23 février 1928).
- 11 février : Ken Fletcher, 65 ans, joueur de tennis australien. (° 15 juin 1940).
- 13 février : Joseph Ujlaki, 76 ans, footballeur français. (° 10 août 1929).
- 16 février : Ernie Stautner, 80 ans, joueur américain de Foot US d'origine allemande. (° 20 avril 1925).
- 17 février : Jorge Pinto Mendonça, 51 ans, footballeur brésilien. (° 6 juin 1954).
- 23 février : Telmo Zarraonandia, dit Zarra, 81 ans, footballeur espagnol. (° 30 janvier 1921).
- 27 février : Ferenc Bene, 61 ans, footballeur hongrois. (° 17 décembre 1944).

### Décès enMars 2006
- 1er mars : Peter Osgood, 59 ans, footballeur anglais
- 5 mars : Roman Ogaza, 53 ans, footballeur polonais
- 6 mars : Kirby Puckett, 45 ans, joueur américain de Baseball. (° 14 mars 1960).
- 8 mars :
  - Giordano Cottur, 91 ans, coureur cycliste italien. (° 24 mai 1914).
  - Teresa Ciepły, 68 ans, athlète polonaise.
- 9 mars : Colin Ingleby-Mackenzie, 72 ans, joueur anglais de cricket
- 11 mars :
  - Bernard Geoffrion, surnommé « Boom Boom », 75 ans, joueur, puis entraîneur québécois de hockey sur glace. (° 14 février 1931).
  - Jesús Miguel Rollán, 38 ans, joueur espagnol de water polo, champion olympique lors des Jeux d'Atlanta en 1996. (° 5 mars 1968).
- 12 mars : Jonatan Johansson, 26 ans, Snowboardeur suédois
- 13 mars :
  - Jimmy Johnstone, Footballeur écossais, 61 ans
  - Roy Clarke, 80 ans, Footballeur gallois
- 15 mars : Red Storey, 88 ans, joueur canadien de football canadien puis arbitre de hockey sur glace
- 16 mars : Patrick Knaff, 47 ans, Journaliste sportif français (ski alpin).
- 23 mars : Jean Desclaux, 84 ans, joueur de rugby à XV français
- 26 mars : Paul Dana, 30 ans, pilote automobile américain. (° 15 avril 1975).

### Décès enAvril 2006
- 1er avril : Daniel Patrick Dineen, 63 ans, joueur de hockey sur glace canadien. (° 24 décembre 1943).
- 16 avril : Georges Stuber, 80 ans, footballeur suisse. (° 11 mai 1925).
- 21 avril :
  - Telê Santana, 74 ans, footballeur puis entraîneur brésilien. (° 23 juin 1931).
  - Tommy Brunner, snowboardeur.
- 24 avril :
  - Brian Labone, 66 ans, footballeur anglais. (° 23 janvier 1940).
  - Shankar Laxman, joueur de hockey sur gazon
- 30 avril : Corinne Rey-Bellet, skieuse alpine suisse, 32 ans

### Décès enMai 2006
- 1er mai : George Haines, natation
- 2 mai : Luigi Griffanti, footballeur
- 6 mai : Konstantin Beskov, footballeur
- 8 mai : Pule Patrick Ntsoelengoe, footballeur
- 11 mai :
  - Floyd Patterson, boxeur américain, champion olympique aux Jeux d'Helsinki en 1952, champion du monde des poids lourds (° 4 janvier 1935).
  - Bob Duff, joueur de rugby à XV
- 16 mai : Dan Ross, joueur de football américain
- 24 mai :
  - Kazimierz Górski, footballeur.
  - Heinz Stettler, bobsleigh.
- 26 mai : Ted Schroeder, joueur de tennis
- 27 mai : Robert Parienté, 75 ans, journaliste sportif français. (° 19 septembre 1930).
- 28 mai : Johnny Servoz-Gavin, pilote automobile français de Formule 1. (° 18 janvier 1942).
- 29 mai : Umberto Masetti, moto

### Décès enJuin 2006
- 3 juin : Doug Serrurier, pilote automobile
- 5 juin : Henri Magne, pilote automobile
- 6 juin : Jun Maeda, pilote moto
- 7 juin :
  - Ray Cale, joueur de rugby à XV
  - Herbert Buhtz, rameur d'aviron (sport)
- 11 juin :
  - Mike Quarry, boxeeur
  - Suzanne Morrow, patinage artistique
- 13 juin : Dennis Shepherd, boxeeur
- 14 juin : Gabriele Geißler, joueur de tennis de table
- 19 juin : Hugh Baird, footballeur
- 21 juin : Theo Bell, joueur de football américain
- 28 juin :
  - Boban Giankovic, joueur de basket-ball
  - Caroline Kearney, triathlète

### Décès enJuillet 2006
- 1er juillet : Fred Trueman, joueur de cricket
- 5 juillet : Gert Fredriksson, 86 ans, kayakiste suédois. (° 21 novembre 1919).
- 11 juillet : John Spencer, joueur de snooker
- 18 juillet : Jimmy Leadbetter, footballeur
- 21 juillet : Gaëtan "Pete" Laliberté, hockeyeur
- 21 juillet : Alexander Petrenko, joueur de basket-ball
- 28 juillet : Billy Walsh, footballeur
- 30 juillet : Al Balding, golfeur

### Décès enaoût 2006
- 2 août : Ferenc Szusza, footballeur hongrois
- 4 août : Elden Auker, joueur de baseball américain
- 23 août : Walter Steffens, 97 ans, gymnaste allemand, (cheval d'arçons), champ. olympique par équipes, J.O de Berlin (1936). (° 26 décembre 1908).
- 26 août : Clyde Walcott, 79 ans, joueur de cricket barbadien, (44 sél. test cricket de 1946 à 1960, équipe des Indes occidentales). (° 17 janvier 1926).
- 30 août : Kent Andersson, 64 ans, pilote moto suédois, double champion du monde de moto 125 cm3 en 1973 et 1974. (° 1er août 1942).

### Décès enSeptembre 2006
- 9 septembre : Émilie Mondor, 25 ans, athlète québécoise spécialisée dans les courses de fond. (° 29 avril 1981).

### Décès enOctobre 2006
- 9 octobre : Paul Hunter, 27 ans, joueur de snooker professionnel anglais. (°14 octobre 1978)
- 17 octobre : Lieuwe Steiger, 82 ans, footballeur néerlandais. (° 15 avril 1924)
- 23 octobre : Eugène Njo-Léa, 75 ans, footballeur camerounais. (° 15 juillet 1931)

### Décès enNovembre 2006
- 5 novembre : Pietro Rava, 90 ans, footballeur italien. (° 21 janvier 1916).
- 17 novembre : Ferenc Puskás, 79 ans, footballeur hongrois. (° 2 avril 1927).

### Décès enDécembre 2006
- 6 décembre : Kevin Berry, 61 ans, nageur australien. (° 10 avril 1945).
- 8 décembre : José Uribe, 47 ans, joueur de baseball américano-dominicain. (° 21 janvier 1959).
- 12 décembre :
  - Paul Arizin, 78 ans, basketteur américain. (° 9 avril 1928).
  - Cecil Travis, 93 ans, joueur de baseball américain. (° 8 août 1913).
- 15 décembre : Clay Regazzoni, 67 ans, pilote automobile suisse, qui disputa 132 Grands Prix de Formule 1 de 1970 à 1980. (° 5 septembre 1939).
- 17 décembre : Larry Sherry, 71 ans, joueur de baseball américain. (° 25 juillet 1935).
- 18 décembre : Bertie Reed, 63 ans, skipper sud-africain. (° 19 janvier 1943).
- 22 décembre : Elena Mukhina, 46 ans, gymnaste soviétique, 4 fois championne d'Europe, 2 fois championne du Monde, paralysée depuis 1980.